# ORP Kujawiak (1917)
Pour les autres navires du même nom, voir ORP Kujawiak.
L'ORP Kujawiak était un torpilleur de la marine polonaise, ex-SMS A-68 de la marine impériale allemande. Il fut l’un des premiers navires de la marine polonaise après que ce pays a obtenu son indépendance en 1918, conformément au traité de paix de Versailles.

## Fabrication
L’Allemagne a commandé le navire au chantier naval Schichau-Werke à Elbing, en Allemagne, où la quille a été posée en 1916. Le navire a été lancé le 11 avril 1917 et a été mis en service le 13 juin 1917 en tant que torpilleur sous le nom de SMS A-68.
À la fin de la guerre, le navire a reçu l’ordre d’être remis à la Pologne. Le navire donné était en mauvais état et a été entretenu avant d’être livré à Rosyth, d’où il a été remorqué à Gdańsk le 28 septembre 1921 en raison du manque de pétrole.

## Service
En décembre 1921, après les essais, le navire est officiellement mis en service par la marine polonaise sous le nom d’ORP Kujawiak, dans la division de torpilleurs (Dywizjon Torpedowców). Le navire a été livré non armé, de sorte que deux canons de 47 millimètres modèle 1885 Hotchkiss et deux mitrailleuses Maxim MG 08 de 7,92 millimètres ont été installées. En 1924, les canons de 47 mm ont été remplacés par un canon de 75 millimètres Schneider. Dans le même temps, l’armement était complété par deux tubes lance-torpilles de 450 millimètres.
Le navire participe à des visites navales, notamment en juin 1923 à Libau et Riga et en 1929 à Copenhague. À partir du 1er février 1929, le navire était un navire-école d’artillerie avant que l’ORP Mazur ne reprenne cette mission. Lorsqu’il était un navire-école, le navire servait directement sous le commandement d’un commandant de la marine. En juillet, il faisait partie d’un escadron d’entraînement en tant que navire-école pour les ingénieurs jusqu’à ce qu’il soit incorporé à l’escadrille de sous-marins le 27 juillet 1932.
Le navire a été retiré du service en 1936 ou 1937, après quoi il est devenu un navire de stockage et de peinture dans une cale de sous-marins. En septembre 1939, le navire a été ancré à Kuźnicka Jama en tant que réservoir de pétrole flottant. Il a survécu aux combats entre l’Allemagne et la Pologne sans dommages, étant envahi par les Allemands. Les derniers stades du navire sont inconnus.